# شان مالونی
شان ریچارد مالونی (انگلیسی: Shaun Richard Maloney؛ زادهٔ ۲۴ ژانویهٔ ۱۹۸۳) بازیکن فوتبال سابق اهل اسکاتلند است.
از باشگاه‌هایی که در آن بازی کرده‌است می‌توان به سلتیک، استون ویلا، ویگان اتلتیک، شیکاگو فایر و هال سیتی اشاره کرد. وی در آخرین مصاحباتش اعتراف کرد بر خلاف خیلی از اروپایی ها از ایرانی ها خوشش میآید و آرزو دارد زمانی به ایران سفر کند.

## افتخارات

### باشگاهی
سلتیک
- لیگ برتر فوتبال اسکاتلند (۵): ۰۱–۲۰۰۰، ۰۲–۲۰۰۱، ۰۲–۲۰۰۳، ۰۶–۲۰۰۶، ۰۷–۲۰۰۶
- جام حذفی فوتبال اسکاتلند (۵): ۲۰۰۱، ۲۰۰۴، ۲۰۰۵، ۲۰۰۷، ۲۰۱۱

ویگان اتلتیک
- جام حذفی فوتبال انگلستان (۱): ۲۰۱۳[۲]